# Totectitla los Ciruelos
Totectitla los Ciruelos är en ort i Mexiko.   Den ligger i kommunen Tamazunchale och delstaten San Luis Potosí, i den sydöstra delen av landet, 210 km norr om huvudstaden Mexico City. Totectitla los Ciruelos ligger 247 meter över havet och antalet invånare är 299.
Terrängen runt Totectitla los Ciruelos är varierad. Runt Totectitla los Ciruelos är det ganska tätbefolkat, med 67 invånare per kvadratkilometer. Närmaste större samhälle är Tamazunchale, 2,3 km söder om Totectitla los Ciruelos. I omgivningarna runt Totectitla los Ciruelos växer huvudsakligen savannskog.